# Eriopeltastes montanus
Eriopeltastes montanus är en skalbaggsart som beskrevs av Ricchiardi 1997. Eriopeltastes montanus ingår i släktet Eriopeltastes och familjen Cetoniidae. Inga underarter finns listade i Catalogue of Life.